# Kent (cigarette)
Pour les articles homonymes, voir Kent (homonymie).

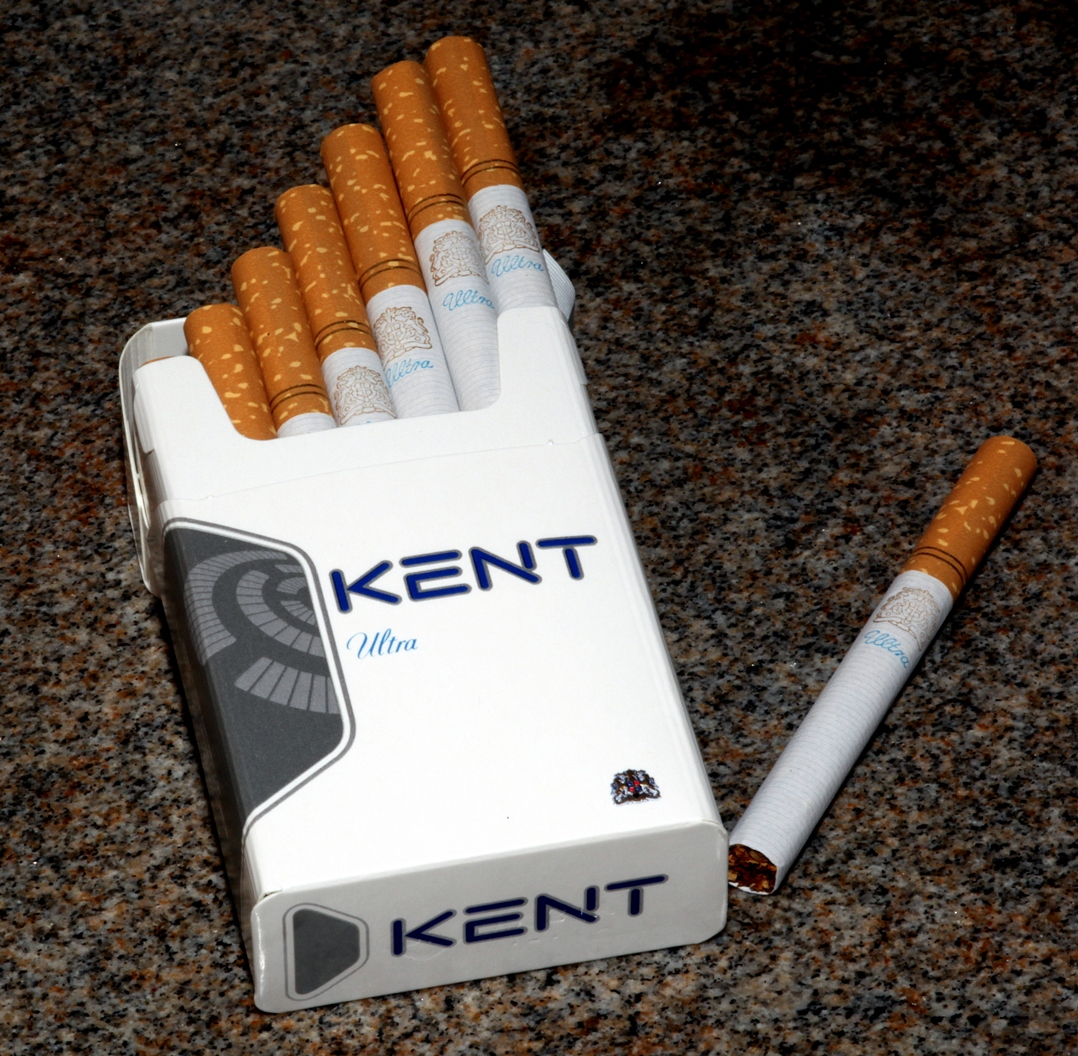
Un paquet de cigarettes Kent Ultra, en vente en Afrique du Sud (2009).

Kent est une marque de cigarettes, la première à avoir introduit les filtres en 1952. Elle appartient au groupe British American Tobacco.

## Anecdotes
- De son lancement en mars 1952 jusqu'à mai 1956 au moins, le filtre Micronite des cigarettes Kent contenait - en plus du papier - de l'amiante bleu (le type d'amiante le plus cancérigène).
- On voit des cigarettes Kent dans le film Good Night and Good Luck (2005).
- Dans le film 4 mois, 3 semaines, 2 jours (2007), le personnage d'Otilia achète un paquet de Kent, symbole de denrée rare.
- On voit des paquets de cigarettes Kent dans le documentaire The Beatles: Get Back (2021)